# バーケンヘッド級軽巡洋艦
| バーケンヘッド級軽巡洋艦           | バーケンヘッド級軽巡洋艦                                                                        |
| ---------------------------------- | ----------------------------------------------------------------------------------------------- |
| 1915年に撮られた「バーケンヘッド」 |                                                                                                 |
| 艦級概観                           |                                                                                                 |
| 艦種                               | 軽巡洋艦                                                                                        |
| 艦名                               |                                                                                                 |
| 前級                               | バーミンガム級軽巡洋艦                                                                          |
| 次級                               | アリシューザ級軽巡洋艦 (初代)                                                                   |
| 性能諸元（D級）                    |                                                                                                 |
| 排水量                             | 常備：5,185トン 満載：-トン                                                                     |
| 全長                               | 135.9m                                                                                          |
| 水線長                             | 131.0m                                                                                          |
| 全幅                               | 15.2m                                                                                           |
| 吃水                               | 4.9m                                                                                            |
| 機関                               | ヤーロウ式石炭・重油混焼水管缶12基 +パーソンズ式直結タービン4基4軸推進                          |
| 最大出力                           | 25,000hp                                                                                        |
| 最大速力                           | 25.5ノット                                                                                      |
| 航続距離                           | 27ノット/2,300海里                                                                              |
| 燃料                               | 石炭：1,070トン、重油：352トン                                                                  |
| 乗員                               | 500名                                                                                           |
| 兵装                               | Mk I 14cm（50口径）単装速射砲10基 Mk I 7.6cm（40口径）単装高角砲6基 53.3cm水中魚雷発射管単装2門 |
| 装甲                               | 舷側：76mm(水線部) 甲板：10～38mm 司令塔：102mm                                                 |

バーケンヘッド級軽巡洋艦 (Birkenhead class Light cruiser) はギリシア海軍がイギリスに発注したアンティノアクロス・コンドーリオティス級（Antinauarkos Condouriotis Class）をイギリス海軍が取得した艦級で2隻が就役した。本級の基本設計はタウン級軽巡洋艦を元にしていたために本級はタウン級のサブグループの一つに分類されている。

## 概要
本級の当初は1914年にギリシア海軍によって発注された艦であり、タウン級第3グループのチャタム級をタイプシップに採る2隻の軽巡洋艦であった。本級の特色として主砲にタウン級に用いられていた15.2cm速射砲ではなく、専用の14cm速射砲を開発して搭載していたことにある。1番艦は「アンディナヴァルホス・クンドゥリオティス（Antinauarkos Condouriotis）」・2番艦は「ランブロス・カツォニス（Lambros Katsonis）」と命名される予定であったが、起工後の1915年にドイツ海軍の巡洋艦勢力に対抗すべくイギリス政府によって購入された。

## 艦形

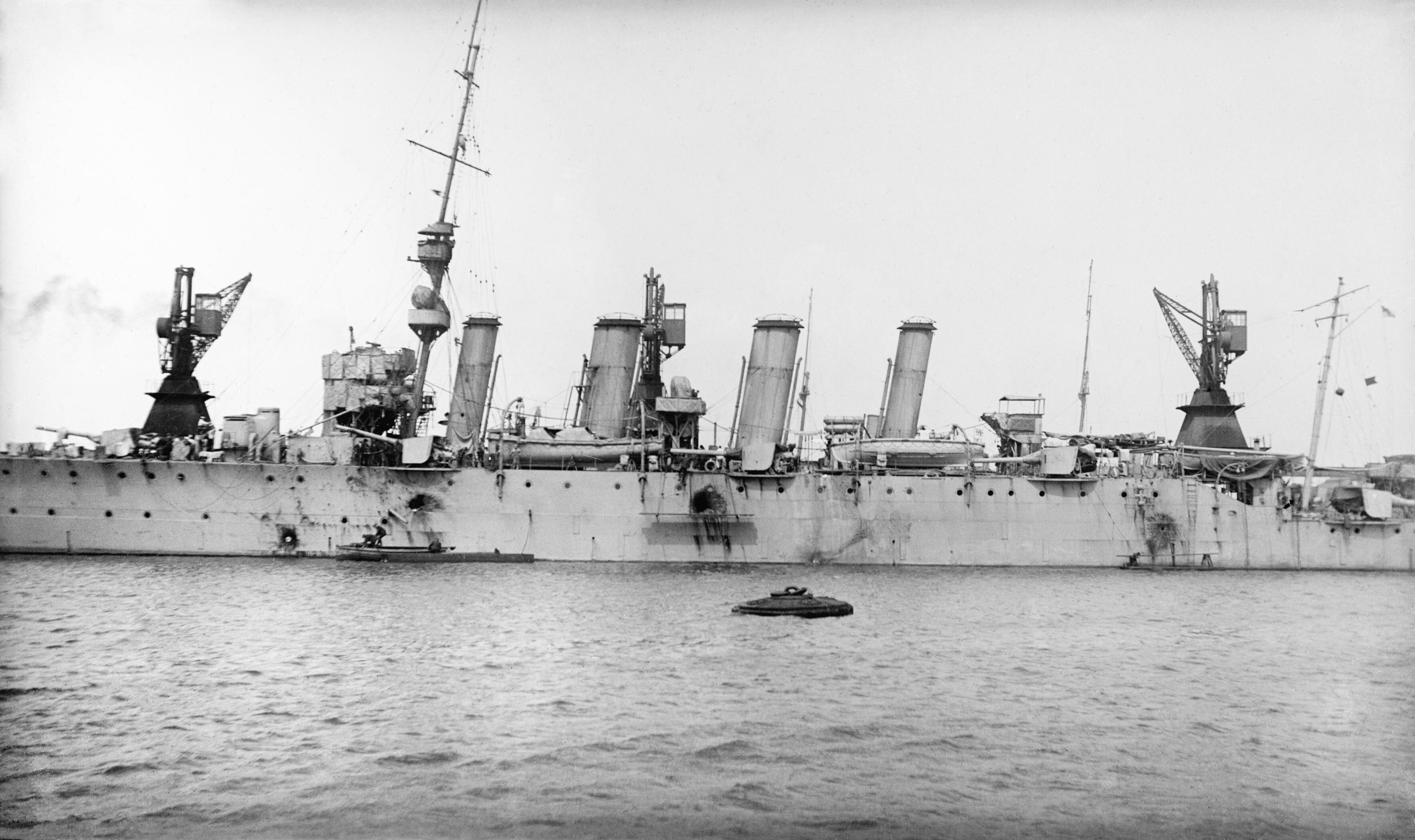
1916年に撮られた「チェスター」。

本級の船体は前級に引き続き長船首楼型船体を採用していた。艦首は前方に傾斜したクリッパー型の艦首から中央部に主砲の「Mk I 1915年型 14cm（50口径）速射砲」を防盾の付いた単装砲架で1基、司令塔を基部とする艦橋と前部マストが立つ。等間隔に並ぶ4本の煙突の舷側は艦載艇置き場となっており、艦載艇は2本1組のボート・ダビットが片舷3組で計6組により運用された。左右の舷側甲板上に14cm速射砲が片舷4基ずつ配置されていた。
3番主砲と4番主砲の側面には53.3cm三連装魚雷発射管が片舷2か所ずつ計4基が配置された。4番煙突の後部に見張り所と後部マストが立ち、船首楼から一段下がって後部甲板上に10番主砲が後ろ向きに1基が配置された。

## 兵装

### 主砲
主砲は前述通りに本級のために開発された「Mk I 1915年型 14cm（50口径）速射砲」である。既存の15.2cm砲弾よりも14cm砲弾の方が2割軽く、装填速度も良好であったが、威力が落ちるために主砲としては本級のみの装備となった（副砲としては、巡洋戦艦フッドで採用されている）。その性能は37.2kgの砲弾を仰角25度で14,630mという射程を得ている。俯仰能力は仰角25度・俯角7度である。旋回角度は単体首尾線方向を0度として左右150度の旋回角度を持つ。発射速度は毎分12発であった。

### 備砲、魚雷兵装
高角砲は「Mk I 7.6cm(40口径)高角砲」を引き続き採用している。5.87kgの砲弾を仰角40度で10,740m、最大仰角70度で5,790mの高度まで到達できた。単装砲架は左右方向に180度旋回でき、俯仰は仰角70度、俯角10度で発射速度は毎分15発だった。これを単装砲架で6基6門を搭載した。他に主砲では手に負えない相手への対抗として53,3cm魚雷発射管を単装2基ずつ装備した。

## 機関
本級はヤーロウ式重油専焼水管缶6基とブラウン・カーチス式ギヤードタービン2基2軸を組み合わせて最大出力25,000shp、最大速力25.5ノットを発揮した。なお、「チェスター」のみボイラーは重油専焼水管缶で最大出力31,000shpで速力26.5ノットを発揮した。機関配置は第一次大戦前の「装甲巡洋艦」と同じく機関区前部にボイラー室、後部に機関室を置く旧時代的な配置を採っていた。

## 参考図書
- 「世界の艦船増刊第46集　イギリス巡洋艦史」(海人社)
- 「世界の艦船 2010年1月増刊号 近代巡洋艦史」（海人社）